# 설연타
설연타(薛延陀)는 6세기에서 7세기에 걸쳐 현재의 몽골 고원 지역인 중가리아(Jungaria) 북부에 살고 있던 투르크계 철륵의 유력 부족 중 하나이다. 수장은 일리질씨(一利咥氏)였으며, 돌궐제국이 동진하여 철륵을 정복하고 철륵은 튀르크화되었는데 설연타는 철륵 부족 중에서도 가장 세력이 강한 부족이었다. 627년 이후 동돌궐을 멸망시키고 독립하여 몽골 고원 지역을 지배하였지만 646년에 멸망하였고 동돌궐은 다시 돌궐 제2제국을 건국한다. 설연타는 고구려-당의 전쟁에서 고구려를 지원함으로써 당에게 보복당한다. 薛族은 경주설씨와 연관이 있다고도 한다.

## 역사
철륵의 설 부족과 연타 부족은 두 개의 다른 부족이었다. 설 부족이 연타 부족을 멸망시키면서 이 두 지파의 이름을 따라 설연타 부족이라고 부르게 되었다. 이전에는 신리부족으로 언급되었지만, 7세기가 되어서야 설연타라는 부족 명칭이 등장한다.
605년, 철륵 부족들은 서돌궐(西突厥)의 갈사나 가한(曷娑那可汗, 재위 : 603년 경 – 612년)의 공격을 받았으며 설연타 부족(철륵)에 이르러서는 동돌궐제국에 대한 반란의 혐의로 철륵 설연타 부족의 거수(渠帥) 등 수백 명이 생매장되어 살해되었다. 그래서 철륵(鐵勒)의 여러 부족들(설연타)은 동돌궐에 반기를 들었다. 하지만 서돌궐의 사궤 가한(射匱可汗, 재위 612년 – 619년경) 치하의 서돌궐 세력이 강성해지면서 철륵의 계필 부족, 설연타 부족의 가한들은 다시 서돌궐의 사궤가한의 신하가 되었다.

## 지도자 이름
- 야질가한(也咥可汗, Yiedie Khan, 재위 ?–628?) 을실발(Yiedie Khan, 乙失缽)
- 진주비가가한(眞珠毗伽可汗) 혹은 진주가한(眞珠可汗, 재위 628–645) 이남(夷男)
- 힐리구력실설사다미가한(頡利俱力失薛沙多彌可汗) 혹은 다미가한(多彌可汗, 재위 645–646) 발작(拔灼)
- 이특물실가한(伊特勿失可汗, 재위 646) 돌마지(咄摩支)

### 돌궐 제2제국 지배하
- 쿨 추르 비문(Kul-chur inscription)에 의거, 퀼리 추르(Küli Čur), 이스바라 빌게 퀼리추르(Ïšbara Bilge Küli Čur, ?–약723)[2][3]

## 풍속
관지가, 무기, 풍속은 대체로 돌궐과 같거나 비슷하다.

## 같이 보기
- 후당